# زعرور أوروبي
الزعرور الأوروبي (باللاتينية: Crataegus rhipidophylla) نوع نباتي يتبع جنس الزعرور من الفصيلة الوردية.

## الموئل والانتشار
موطنه بلاد الشام وتركيا والقوقاز ومعظم مناطق أوروبا باستثناء أجزاء من البلقان وإيطاليا وأيبيريا وبريطانيا.

## الوصف النباتي
شجرة نفضية صغيرة.

## مرادفات للاسم العلمي
- (باللاتينية: Crataegus appressidens Pojark.)
- (باللاتينية: Crataegus curvisepala Lindm., nom. illeg.)
- (باللاتينية: Crataegus dunensis Cinovskis)
- (باللاتينية: Crataegus laciniata Besser [non Ucria 1793])
- (باللاتينية: Crataegus lindmanii Hrabětová)
- (باللاتينية: Crataegus mauriannensis (Didier) Rouy & E. G. Camus)
- (باللاتينية: Crataegus microphylla Gand. [non K. Koch 1853])
- (باللاتينية: Crataegus oxyacantha L.)
- (باللاتينية: Crataegus praemonticola Holub)
- (باللاتينية: Crataegus pseudokyrtostyla Klokov)
- (باللاتينية: Crataegus rosiformis Janka)
- (باللاتينية: Crataegus silesiaca Hrabětová)
- (باللاتينية: Crataegus subrotunda Klokov)
- (باللاتينية: Mespilus oxyacantha (L.) Crantz)
- (باللاتينية:  Oxyacantha dioscoridis Bubani)
- (باللاتينية: Oxyacantha laciniata (Ledeb.) M. Roem.)

وهناك مرادفات أخرى.